# Exposition universelle de 1904
L'Exposition universelle de 1904 s'est tenue dans la ville américaine de Saint-Louis (dans le Missouri), en même temps que les Jeux olympiques.

## Histoire

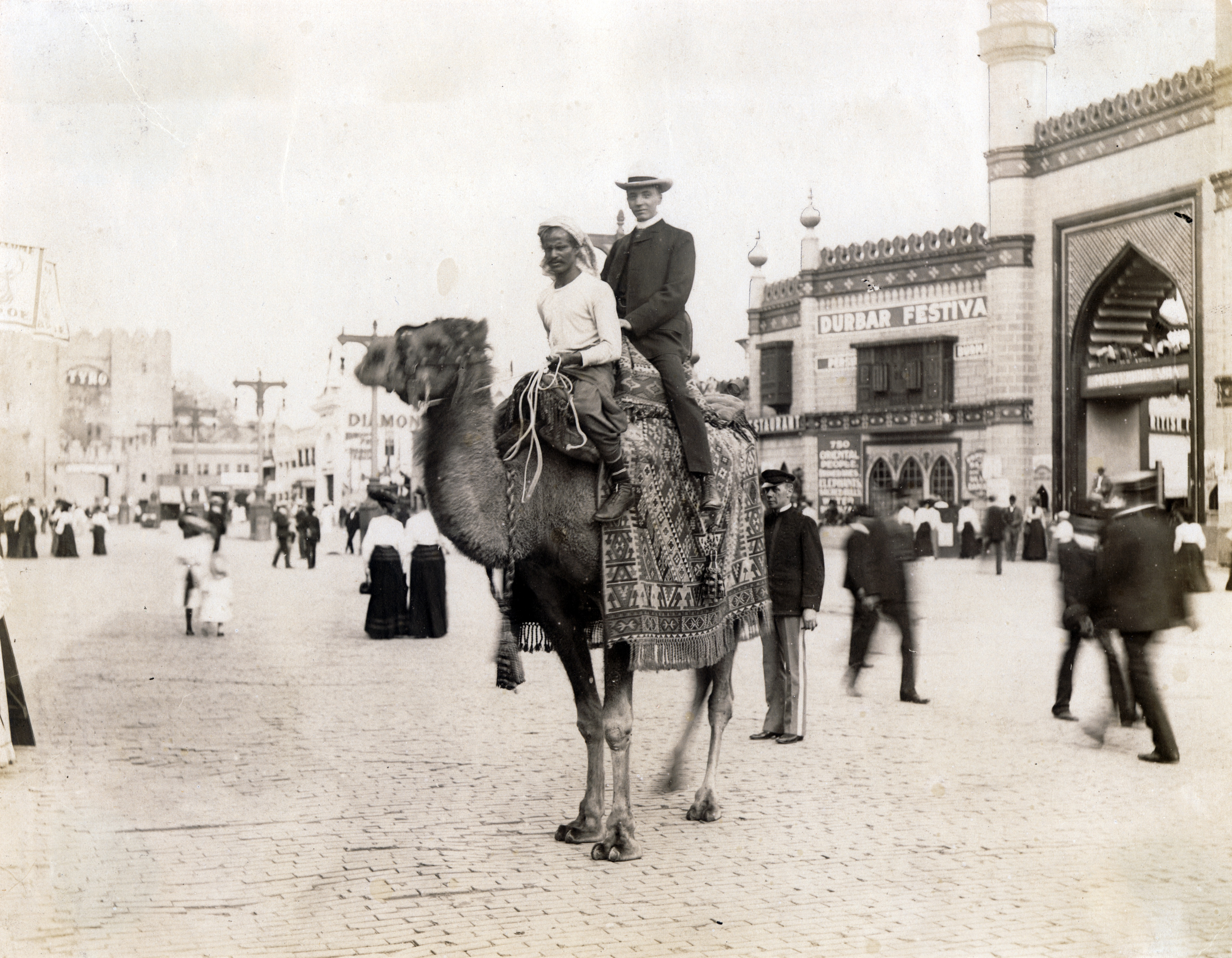
Homme égyptien sur un chameau lors de l'exposition universelle de 1904.

C'est une des plus importantes foires universelles de l'époque post-victorienne. La ville de Saint-Louis dispose déjà d'une Exposition annuelle depuis les années 1880 dans le domaine du commerce, de l'agriculture et de la science. L'Exposition doit à l'origine célébrer le centenaire de l'Achat de la Louisiane. L'Exposition est toutefois déplacée de 1903 à 1904 pour permettre à plus de pays d'y participer. La foire s'ouvre le 30 avril 1904 et ferme ses portes le 1er décembre de la même année.
L'Exposition occupe 4,9 km2, en partie sur le campus de la Washington University à St. Louis. Elle a été imaginée par George Kessler. À l'époque, il s'agit de la plus importante foire jamais réalisée. Il y a 1 500 bâtiments interconnectés par 120 km de routes et de sentiers. Une visite complète mais rapide prend au moins une semaine. Le palais voué à l'agriculture a à lui seul une superficie de 324 000 m2.
L'Exposition accueille 62 pays étrangers et 43 des 45 États américains de l'époque. Ces États mettent en avant leurs industries et leurs cultures.
Les infrastructures de l'Exposition sont construites d'une façon temporaire et ne doivent rester qu'une seule année, ou deux au maximum. Les structures sont souvent faites en plâtre mélangé à des fibres collé sur du bois. Certaines structures se sont détériorées durant la foire et ont dû être réparées. Certaines sculptures et objets présentés ont néanmoins été conservés et placés à différents endroits après la fermeture de la foire.
De nombreux aliments sont proposés pour la première fois au public à grande échelle, comme le cornet de crème glacée, la barbe à papa, le hamburger, le hot-dog, le beurre de cacahuètes, le thé glacé et la boisson Dr Pepper.
La foire a un grand impact dans la culture populaire grâce à la chanson Meet Me in St. Louis, Louis, interprétée par de nombreux artistes dont Billy Murray. Le film de 1944 Le Chant du Missouri (Meet Me in St. Louis), interprété par Judy Garland, se déroule au moment des préparatifs de l'évènement.
Après la guerre hispano-américaine, les États-Unis ont acquis de nouveaux territoires comme Guam, les Philippines et Porto Rico. Ils utilisent la foire pour exhiber les peuples indigènes de ces lieux comme des primitifs, par exemple des Igorot de Luçon. Le célèbre chef Apache Geronimo est également exhibé dans un tipi.
L'architecte Joseph Urban réalise le pavillon autrichien.
La foire accueille également les Jeux olympiques de 1904, les premiers Jeux olympiques aux États-Unis et les Journées anthropologiques. De nombreux athlètes européens ne viennent pas à cause de la distance et des coûts importants d'un tel voyage. Le baron Pierre de Coubertin, fondateur des Jeux olympiques modernes, ne vient pas non plus.